# Veinticinco de Mayo (La Pampa)
Pour les articles homonymes, voir Veinticinco de Mayo.
Veinticinco de Mayo ou 25 de Mayo est une ville de la province de La Pampa, en Argentine, et le chef-lieu du département de Puelén.

## Situation
La ville se trouve sur la rive gauche du río Colorado, à quelque 411 km de la capitale provinciale Santa Rosa et à 159 km de Neuquén.
La route nationale 151 la relie avec les provinces du Cuyo tandis que la provinciale 20 permet d'atteindre le col international argentino-chilien de Paso Pehuenche.

## Histoire
La ville fut fondée par décret du président Figueroa Alcorta du 26 juillet 1909. Elle fut tragiquement inondée le 30 décembre 1914, lors de l'effondrement du barrage naturel contenant le lac Cari Lauquen.
En 1971, on y découvrit du pétrole.

## Population
La localité comptait 5 953 habitants en 2001, c'est-à-dire une hausse de 36,1 % par rapport aux 4 373 habitants de 1991. 
À partir de la nouvelle activité pétrolière on a enregistré une forte augmentation de la population.

## Géographie
25 de Mayo se trouve dans le « Alto valle del Río Colorado », dans le désert « pampéano-patagonique ». Son climat est continental modéré, avec des étés chauds et des hivers froids. La région subit de forts vents froids et secs.
La région est la moins arrosée de toute la province de La Pampa.
La végétation est xérophille, arbustive, excepté le long des rives du Colorado, où abondent les salicaceae. Depuis les hauteurs environnantes, on peut apercevoir certains des grands volcans qui précèdent la Cordillère des Andes.

## Production
La région de 25 de Mayo présente une importante diversité de productions agricoles, grâce à de grandes réserves de terre avec possibilité d'irrigation à partir du Sistema de Aprovechamiento Múltiple del Río Colorado, (SAM) (Système d'approvisionnement multiple du Río Colorado). Le SAM permet la culture de la vigne, du blé, du maïs, du soja et de la luzerne à grande échelle. Certains de ces produits sont traités sur place.
Le secteur est aussi riche en minéraux, dont les plus importants sont la bentonite, le gypse, le gaz naturel et le pétrole.
L'Ente Provincial del Río Colorado (Entité provinciale du Río Colorado) est l'organisme de développement qui a comme fonction la mise en production de 85 000 hectares sur la rive gauche pampéenne du río Colorado.
Le río Colorado est utilisé à Veinticinco de Mayo pour la génération d'énergie. Il active la centrale Los Divisaderos, installation d'une puissance de 10 000 kilowatts.